# Liste de personnalités liées à Meudon

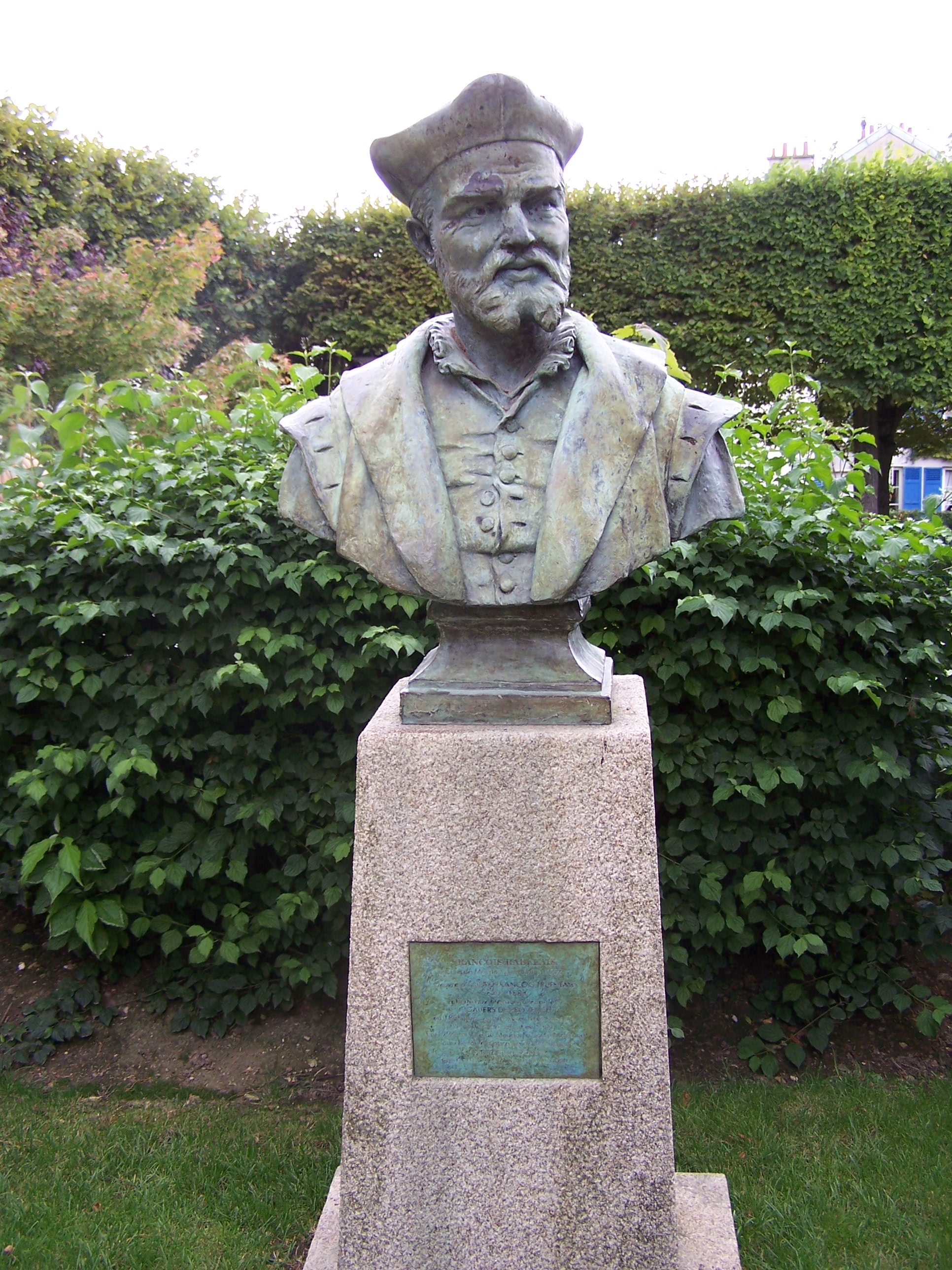
Buste de Rabelais à Meudon.

Liste de personnalités étant nées ou ayant vécu à Meudon (Hauts-de-Seine).

## Écrivains et journalistes
Avant le XIXe siècle
- L'écrivain François Rabelais (1494-1553) fut curé de l'église Saint-Martin de Meudon entre 1551 et 1553. Cependant, il pouvait toucher les bénéfices de sa cure sans y séjourner en permanence, de sorte qu'il n'existe aucune preuve effective de sa présence à Meudon[1].
- L'écrivain Jean-Jacques Rousseau séjourna à Meudon.
- La scientifique Marie-Geneviève-Charlotte Thiroux d'Arconville y a vécu et fondé un hospice.

XIXe siècle
- L'écrivain Balzac (1799-1850) séjourna à Meudon.
- Le dramaturge Eugène Scribe résida au Bas-Meudon.
- L'écrivaine Abigail May Alcott Nieriker.
- Le politique, journaliste, romancier et dramaturge Charles-Edmond Chojecki, Français d'origine polonaise (1822-1899), avait une maison de maître à Bellevue. Il y reçut fréquemment ses amis Marcellin Berthelot, Gustave Flaubert, les Frères Goncourt, et aussi George Sand, Jules Claretie, Louis Blanc, Alexandre Herzen, et Ivan Tourgueniev.

XXe siècle
- L'historien Gustave Fagniez, né à Paris en 1842, membre de l'Institut, est mort à Meudon dans sa villa des Grimettes en 1927.
- Le critique d'art Charles Léger, né en 1880, qui vécut et mourut dans cette ville en 1948.
- Le commissaire divisionnaire Marcel Carrère (1913-1979) y vécut, 1, rue Porto-Riche puis 25, avenue Le Corbeiller, des années 1940 à sa mort.
- Le philosophe et écrivain Jean-Paul Sartre grandit à Meudon avec sa mère, entre 1905 et 1915.
- L'écrivain italien Gabriele D'Annunzio séjourna à Meudon.
- La poétesse russe Marina Tsvetaeva (1892-1941) a vécu de 1927 à 1932 au 31, boulevard Verd-de-Saint-Julien (panneau commémoratif), puis au 2, avenue Jeanne-d'Arc (actuellement avenue du Bois).
- Le philosophe Jacques Maritain séjourna à Meudon.  Il y reçut un  très grand nombre de personnes dont Charles Henrion et Jean Cocteau.
- Le musicologue et sinologue Louis Laloy (1874-1944), secrétaire général de l'Opéra, qui reçut 17 rue des Capucins, en juin 1912, Stravinsky et Debussy interprétant la réduction pour piano du Sacre du printemps.
- L'écrivain Antoine Redier (1873-1954) est né à Meudon.
- L’écrivain et médecin Louis-Ferdinand Céline (1894-1961) a vécu avec sa femme Lucette Destouches à Meudon au 25 bis, route des Gardes et est enterré au cimetière des Longs Réages.
- La critique littéraire et musicologue Francine Bloch (1916-2005), fille de José de Bérys et épouse d'Émile Danoën, a vécu à Meudon des années 1940 à sa mort.
- L'écrivain Émile Danoën (1920-1999) a vécu à Meudon de 1973 à sa mort.
- Le croyant, écrivain, journaliste et homme d'affaires Georges Hourdin s'installa à Meudon et vécut rue Charles-Desvergnes jusqu'à sa mort.
- L'écrivain Mohammed Dib, (21 juillet 1920 - 2 mai 2003), Algérien de langue française, auteur de romans, de nouvelles, de pièces de théâtre, de contes pour enfants, et de poésie, s'installe en Île-de-France, à Meudon en 1964.
- La journaliste Annik Beauchamps (1940-1995) est enterrée au cimetière des Longs Réages.

XXIe siècle
- Le philosophe et académicien français Jean-Luc Marion est né le 3 juillet 1946 à Meudon.
- Le journaliste Hervé Ghesquière (1963-2017) a séjourné et est inhumé à Meudon.
- Le journaliste François de Closets y a séjourné.
- Le critique d'art, journaliste et écrivain français Pierre Cabanne (1921-2007) est mort à Meudon.
- Le journaliste Gérard Davet a grandi à Meudon-la-Forêt.
- Le journaliste Georges Bortoli (1923-2010) est mort à Meudon.
- L'écrivain et médecin Éric Bouhier réside à Meudon.
- L’écrivain et universitaire Éric Marty réside à Meudon[réf. souhaitée].
- le journaliste et présentateur de journal télévisé de TF1 Gilles Bouleau réside à Meudon

## Professeurs
- Le mathématicien Charles-Michel Marle (né en 1934), habite Meudon.
- Le linguiste Paul Teyssier (1915-2002), spécialiste de la langue portugaise, professeur à l'université Paris-Sorbonne, est mort à Meudon.

## Peintres, dessinateurs, graveurs, sculpteurs et architectes
Avant le XIXe siècle
- Armand Claude Mollet (1660-1742), architecte, propriétaire d'une maison de campagne aux Moulineaux, Bas-Meudon[2].

XIXe siècle

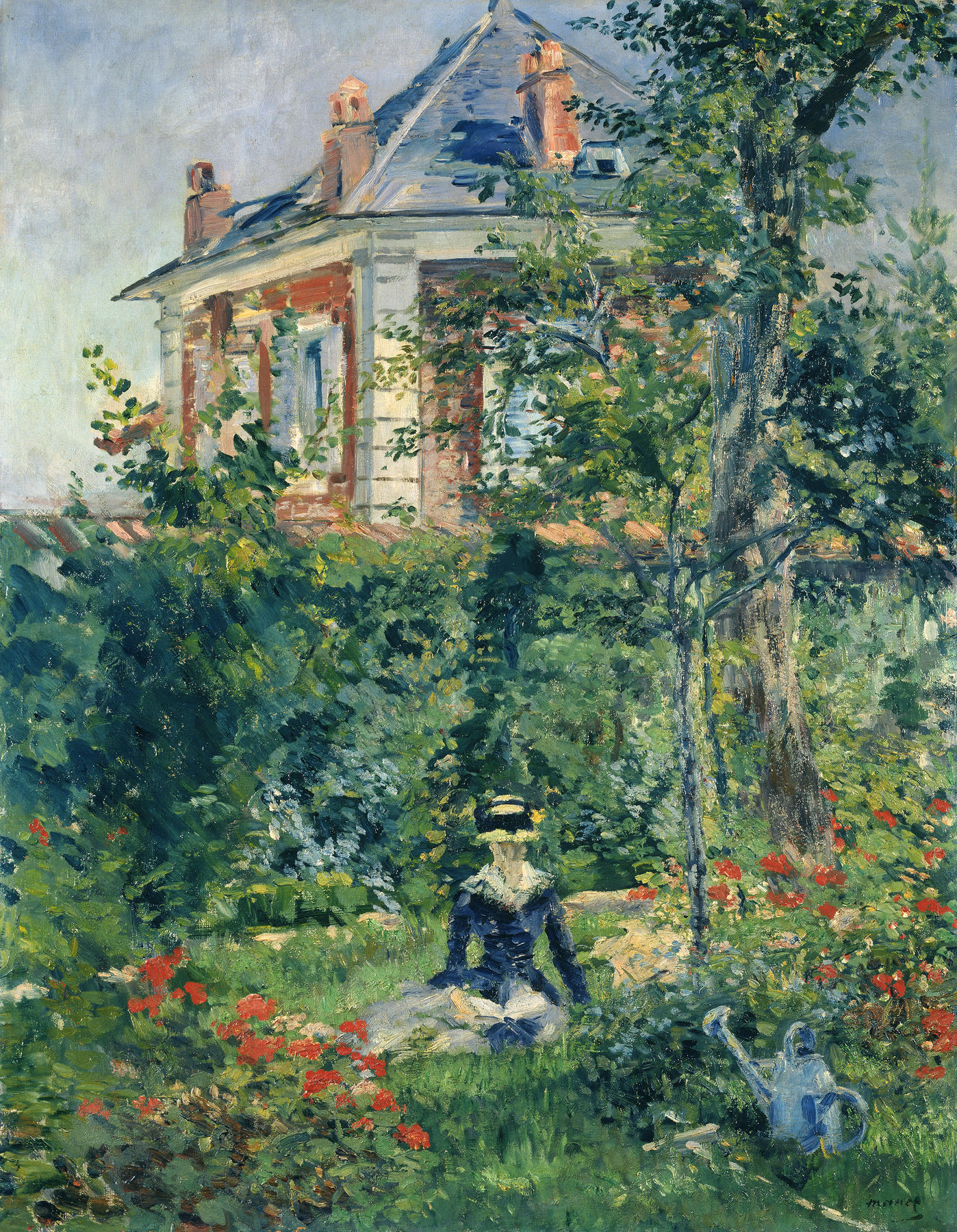
Une fille dans le jardin à Bellevue - Tableau de 1880 peint par Édouard Manet représentant une maison du sentier des Pierres-Blanches à Bellevue. Collection fondation E.G. Bührle, Zurich.

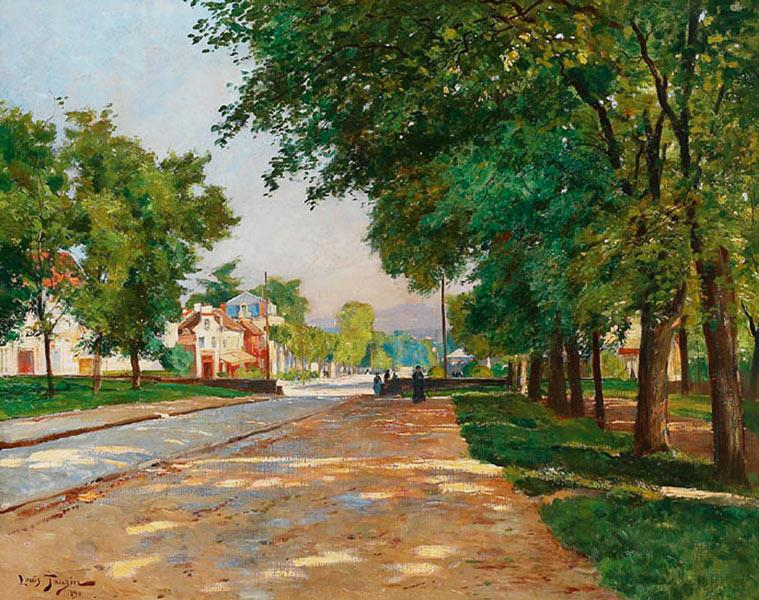
Louis Tauzin,L'avenue du château, à Meudon, 1890, Musée d'Art et d'Histoire de Meudon.

- Le peintre de fleurs Pierre-Joseph Redouté (1759-1840), propriétaire à Fleury-sous-Meudon (aujourd'hui quartier Val Fleury) d'une maison de campagne aménagée dans une ancienne dépendance de la demeure dite « hôtel de Tourmont », qui est située à l'angle des actuelles rues Hérault et de Rushmoor. Il y séjourna régulièrement des premières années du XIXe siècle à 1840, année de sa mort, survenue à Paris.
- Le peintre Antoine-Jean Gros (1771-1835), décédé à Meudon.
- Le peintre et graveur Jean-François Raffaëlli (1850 – 1924) travailla à Meudon.
- Le peintre Louis Tauzin (1842-1915) vécut à Meudon au 4 sentier des Pierres-Blanches ; le Musée d'Art et d'Histoire de Meudon possède huit de ses tableaux.
- Le peintre Jules Machard (1839-1900) est mort à Meudon ; il y est enterré au cimetière des Longs Réages[4].
- Le peintre Alfred Sisley (1839-1899) travailla à Meudon.
- Le peintre, caricaturiste et dessinateur Jacques Wély (1873-1910) y a vécu jusqu'à sa mort en son domicile en juin 1910. Il y est inhumé au cimetière des Longs Réages.
- Le sculpteur Auguste Rodin (1840-1917) est enterré à Meudon.
- Le graveur François-Joseph-Charles Reverchon (1829-1901) est né à Meudon.
- Le sculpteur Charles Desvergnes (1860-1928) avait installé son atelier sur les Hauts de Meudon.
- Le peintre Raymond Moisson (1863-1898) est né à Meudon.
- Le décorateur Eugène Belville (1863-1931) est né à Bellevue.
- Le peintre Édouard Manet séjournera à Bellevue dans une maison rue Charles-Desvergnes. Il peindra de nombreux paysages dont une maison située sentier des Pierres-Blanches.
- Le peintre Paul Cézanne travailla à Meudon.
- Le peintre Maurice de Vlaminck travailla à Meudon.

Les peintres impressionnistes fréquentent assidûment les rives de la Seine et la forêt de Meudon, trouvant là des paysages campagnards à quelques kilomètres de Paris.
XXe siècle
- Le peintre, sculpteur et poète néerlandais Theo van Doesburg (1883-1931) ainsi que son épouse morte à Meudon, Nelly van Doesburg (1899-1975), pianiste, danseuse et artiste néerlandaise ; Hans Arp (ou Jean Arp) (1886-1966), ainsi que Sophie Taeuber (1889-1943) ont vécu à Meudon de 1929 à 1940.
- Le dessinateur Pierre Joubert (1910-2002), après avoir résidé à Meudon pendant la plus grande partie de sa vie, ne quitte la ville, l'année précédant sa mort, que pour se rapprocher de ses enfants établis à La Rochelle où il meurt à l'âge de 91 ans[5].
- L'architecte Jean-Paul Desbat, ainsi que son frère, Jean-Louis Desbat (1951-1972), ont grandi à Meudon.
- Le peintre britannique Henry Hartley résida à Meudon de 1990 à 2011.

## Musiciens, chanteurs, acteurs et autres artistes
Avant le XIXe siècle
- L'actrice de théâtre Armande Béjart (1642-1700) y vécut, elle est la veuve de Molière. Sa maison existe toujours, elle constitue le musée d'art et d'histoire de Meudon.

XIXe siècle
- Le compositeur Richard Wagner y composa son Vaisseau fantôme entre le 29 avril et le 30 octobre 1841 et résida au 27 avenue du Château autrefois le 3 avenue du Château. Le scénario lui a été inspiré par sa traversée Riga - Boulogne-sur-Mer, qu'il a faite en bateau pour rejoindre Paris et où il a essuyé une terrible tempête en doublant les côtes de Norvège.
- L'organiste et compositeur Alexandre Guilmant (1837-1911) y vécut et mourut.
- Le comédien français Nerssant y voit le jour le 14 janvier 1847.
- La violoniste et compositrice Madeleine Bloy-Souberbielle (1897-1990), fille de Léon Bloy, y mourut.

XXe siècle
- Le chansonnier Georges Millandy (1870-1964) est mort à Meudon.
- La danseuse Isadora Duncan s'installe à Bellevue et y fonde son école de danse en 1913.
- L'organiste, improvisateur et compositeur Marcel Dupré y a vécu de 1925 à sa mort en 1971.
- La compositrice, poète Anna Marly qui a composé la musique et les paroles russes du Chant des partisans.
- L'acteur Daniel Gélin vécut vers la fin de sa vie à Meudon
- L'actrice Clémence Poésy est née à Meudon et y a grandi[réf. nécessaire].
- Le compositeur Georges Enesco
- Le chanteur Renaud Séchan  (1952-) vit à Meudon[6].
- Le rappeur Joey Starr, du groupe de rap NTM, a suivi une partie de sa scolarité au lycée professionnel Saint-Philippe de Val-Fleury.
- Le réalisateur André Hunebelle qui a fait connaître Louis de Funès, naquit à Meudon le 1er septembre 1896.
- Le chef-opérateur de cinéma Louis Née (1895-1977) y est né et y a vécu.
- Le comédien Jacques Marin a longtemps habité à Meudon.
- L'un des membres du groupe de rap L'Skadrille est originaire de Meudon.
- Le présentateur et critique culinaire Jean-Luc Petitrenaud réside à Meudon[7].
- Le rappeur Booba y a passé une partie de sa jeunesse avant de s'installer à Boulogne-Billancourt, ville qu'il cite souvent dans ses textes
- Le comédien Bruno Solo réside à Meudon.
- Les membres du groupe de rap Less du Neuf ont grandi dans le quartier de Val Fleury: Vasquez, DJ Ol' Tenzano et Jeap 12, qui a notamment collaboré avec les collectifs Beat 2 Boul de Boulogne-Billancourt ou One shot, avec Disiz.
- Le photographe plasticien André Berg a vécu à Meudon de 1944 à 1966. Il suivit une partie de sa scolarité à l'école maternelle de la rue Hérault et à l'école communale Ferdinand-Buisson.

XXIe siècle
- Les comédiens du groupe Action discrète se sont rencontrés à Meudon au lycée Rabelais ou à la LISA (Ligue d'Improvisation Sud Alto-séquanaise).
- L'acteur et réalisateur Pascal Rénéric a passé son enfance et son adolescence à Meudon.

## Personnalités politiques
- Le dauphin Louis-Joseph de France (1781-1789), fils de Louis XVI et de Marie-Antoinette est mort le 4 juin 1789 au château de Meudon.
- Le grand-duc Boris Vladimirovitch de Russie vécut en exil à Bellevue au château Sans-Souci, aujourd'hui démoli, à partir de 1920.
- Robert Jospin fut adjoint au maire de Meudon durant la Seconde Guerre mondiale.
- Son fils, l'ancien Premier ministre Lionel Jospin (PS), est né à Meudon en 1937.
- Jeanne Oddo-Deflou (1856-1939), féministe et suffragette, est décédée à Meudon en 1939.

## Militaires
- Le capitaine Gérard de Cathelineau (1921 - 1957) est enterré à Meudon.
- Le résistant José Roig (1880-1941), fusillé par les nazis, a donné son nom à un square de Meudon[8].
- Le pilote Joe Kennedy Jr (1915-1944), mort dans une mission pour libérer la France, est lie à Meudon par une histoire d'amour qui a commence en février 1939 avec Aimée de Heeren, un agent secret Brésilien devenue militante anti-Nazi[9].

## Scientifiques, industriels et entrepreneurs
Avant le XIXe siècle
- Le chirurgien Ambroise Paré (1510-1590) séjourna à Meudon.
- Le physicien et chimiste Nicolas-Jacques Conté (1755 -1805) connu pour avoir inventé le crayon mine actuel, dirigea une école d'aérostation à Meudon.

Au XIXe siècle
- Le géologue Louis Eugène Robert est né à Meudon le 6 décembre 1806, ville dont il sera le maire en 1870 et 1871.
- L'industriel François André Gaupillat s'est installé à Meudon en 1835.
- L'explorateur Jules Dumont d'Urville est décédé le 8 mai 1842 dans le premier accident de chemin de fer français à Bellevue, près de la rue Charles-Desvergnes.
- Le physicien et inventeur de l'accumulateur électrique Gaston Planté est décédé le 21 mai 1889 à Meudon.
- Le chimiste, essayiste, historien des sciences et homme politique français Marcellin Berthelot (1827 - 1907) résida à Meudon où il fit construire une tour pour ses expériences. Tour qui porte aujourd'hui son nom.
- Le pionnier de l'aérostation, Charles Renard (1847-1905) est décédé à Meudon. Directeur du centre aérostatique militaire de Chalais-Meudon, Charles Renard effectua en 1884 le premier vol en circuit fermé, en dirigeable, au-dessus du plateau de Villacoublay, avec le capitaine ingénieur Arthur Krebs, co-inventeur du dirigeable La France.

Au XXe siècle
- L'un des financiers du Musée Grévin et de la Tour Eiffel, Gabriel Thomas (financier) a vécu à Meudon.
- L'éditeur Pierre-Jules Hetzel reçoit certains des plus grands écrivains de l'époque dans sa demeure de Bellevue.
- L'industriel et constructeur d'avions dans les années 1920 Émile-Louis Letord possédait des ateliers rue Païra.
- Le physicien Louis Dunoyer de Segonzac est à l'Observatoire d'astronomie physique de Meudon de 1927 à 1929.
- Louis Néel, Prix Nobel de physique 1970, a vécu à Meudon.
- Le fondateur du Guide du routard, Philippe Gloaguen, né en 1951 a vécu à Meudon où son père était directeur de l'école Saint-Edmond.
- L'astronome Françoise Combes est venu travailler à Meudon en 1975, puis y a résidé.

## Sportifs
- Le joueur d'échecs Boris Spassky (champion du monde de 1969 à 1972 et vice-champion du monde en 1972) a vécu à Meudon dans les années 1970.
- L'ex-entraîneur du Stade français Paris CASG Fabien Galthié a résidé à Meudon.
- Le rugbyman, joueur du Stade français, Alexandre Albouy réside à Meudon.
- Le rugbyman, joueur du Stade français, Sylvain Marconnet réside à Meudon, rue de Paris.
- Le rugbyman Pascal Papé joueur du Stade français réside à Meudon.
- Le joueur de rugby Pierre Rabadan réside à Meudon.
- Le joueur de rugby Dan Carter a réside à Meudon.
- Le pilote automobile de Formule 1 Romain Grosjean a résidé à Meudon.
- La basketteuses française Ève Wembanyama, est né à Meudon.

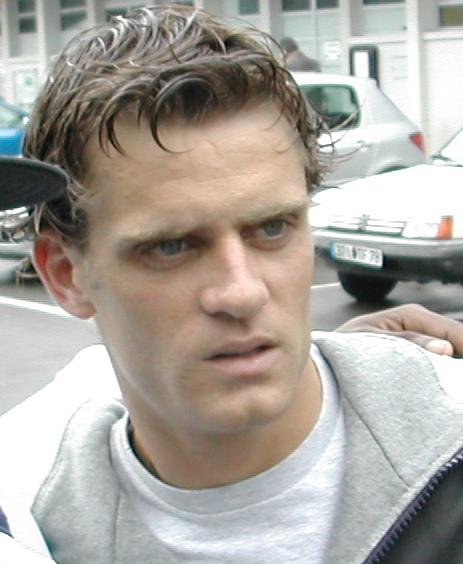
Jérôme Rothen.

- Le footballeur Jérôme Rothen (PSG) a grandi à Meudon et joué à l'ASM (Association Sportive de Meudon).
- Belkacem Abdelhak (né en 1967), footballeur Français, est né à Meudon.
- Mehdi Tahrat (né en 1990), footballeur Franco-Algérien, est né à Meudon.
- Grégoire Defrel (né en 1991), footballeur Français, est né à Meudon.
- Souleymane Doukara (né en 1991), footballeur Franco-Mauritanien, est né à Meudon.
- Nicolas Isimat-Mirin (né en 1991), footballeur Français, est né à Meudon.
- Lorenzo Callegari (né en 1998), footballeur Français, est né à Meudon.
- Clément Akpa (né en 2001), footballeur Franco-Ivoirien, est né à Meudon.
- Allan Saint-Maximin (né en 1997), footballeur Français, a grandi à Meudon.
- Samuel Moutoussamy (né en 1996), footballeur Franco-Congolais, a grandi à Meudon et joué à l'ASM (Association Sportive de Meudon).
- Idris El Mizouni (né en 2000), footballeur Franco-Tunisien, a grandi à Meudon et joué à l'ASM (Association Sportive de Meudon).
- Tristan Muyumba  (né en 1997), footballeur Français, a joué à l'ASM (Association Sportive de Meudon)
- Lorenzo Rajot  (né en 1997), footballeur Français, a joué à l'ASM (Association Sportive de Meudon).
- Maël de Gevigney  (né en 1999), footballeur Français, a joué à l'ASM (Association Sportive de Meudon).

## Autres
- Charlotte de Rohan-Rochefort (1767-1841), nièce du cardinal de Rohan et compagne du dernier duc d'Enghien, a vécu au château de Val-sous-Meudon (détruit en 1911) qu'elle avait acquis en 1816 et conserva jusqu'en 1841[10].
- Malik Oussekine (1964-1986), étudiant, victime d'une affaire de violence policière française lors d'une manifestation contestant le  projet de réforme universitaire Devaquet, habitait Meudon-la-Forêt. Une salle de la MJC - Maison pour tous de Meudon porte son nom depuis 2022[11]
- SDM (rappeur) originaire de la République démocratique du Congo y est né le 28 novembre 1995

## Pour approfondir